# Beth Phoenix
Elizabeth Copeland (de soltera Kociański; Elmira, Nueva York, 24 de noviembre de 1980), conocida como Beth Phoenix, es una luchadora profesional estadounidense. Es conocida por haber trabajado para la empresa WWE.
Entre sus logros, destaca siete reinados como campeona, cuatro de estos en WWE: tres veces Campeona Femenina de WWE y una vez Campeona de Divas de WWE. Es la primera persona en participar tanto en el Royal Rumble femenino como en el masculino, además de ser la segunda mujer en participar en este último. En 2017, fue inducida al Salón de la fama de WWE. 
Kociański ha sido partícipe en varios primeros encuentros femeninos históricos en WWE y OVW, la primera lucha de escaleras contra Katie Lea, la primera lucha "I Quit" contra Melina, la primera lucha "2 out of 3 falls" contra Candice Michelle, la primera lucha de mesas junto a Natalya contra LayCool, la primera "Extreme Makeover Match" contra Michelle McCool ganando todas.

## Carrera

### Entrenamiento y circuito independiente (2001-2005)
Tras graduarse en la universidad en 1998, empezó a entrenar en lucha libre profesional y en el Canisius College en Buffalo, New York. Su primera elección como escuela de lucha libre fue la de Stu Hart, The Dungeon, pero debido a la localización, decidió una escuela local. En la escuela, fue entrenada por The All Knighters, quienes habían entrenado en el Hart Dungeon. Más tarde dijo que Nora Greenwald la pagó las clases después de que Carolan la enviara una cinta de vídeo con su trabajo. Hizo su lucha debut contra Alexis Laree. Tras eso, comenzó a trabajar en el circuito independiente, incluyendo Cleveland All Pro Wrestling y Apocalypse Wrestling, luchando tanto contra hombres como mujeres, usando el nombre de Phoenix. En 2002, participó en los primeros eventos de la empresa femenina GLORY, logrando ser la primera campeona de la empresa. Luego, se unió a la Far North Wrestling (FNW), siendo la única mujer de la promoción.
Elizabeth derrotó a Joey Knight y Kevin Grace en 2003 para convertirse en la FNW Cruiserweight Champion. En 2003, participó en el torneo anual de la World Xtreme Wrestling Women's Elite 8, donde llegó hasta la final, siendo derrotada por April Hunter. Regresó dos años después y derrotó a Nikki Roxx, pero perdió en la segunda ronda por la ganadora, Alicia. Al siguiente mes, apareció en el primer evento de la empresa femenina hermana de Ring of Honor, Shimmer Women Athletes. Durante el Volume 1 fue derrotada por la fundadora de Shimmer, Allison Danger, pero consiguió una victoria ante la Campeona Femenina del Medio Oeste de la NWA MsChif en una lucha no titular.

### World Wrestling Entertainment / WWE (2004-2024)

#### Ohio Valley Wrestling (2004-2006)

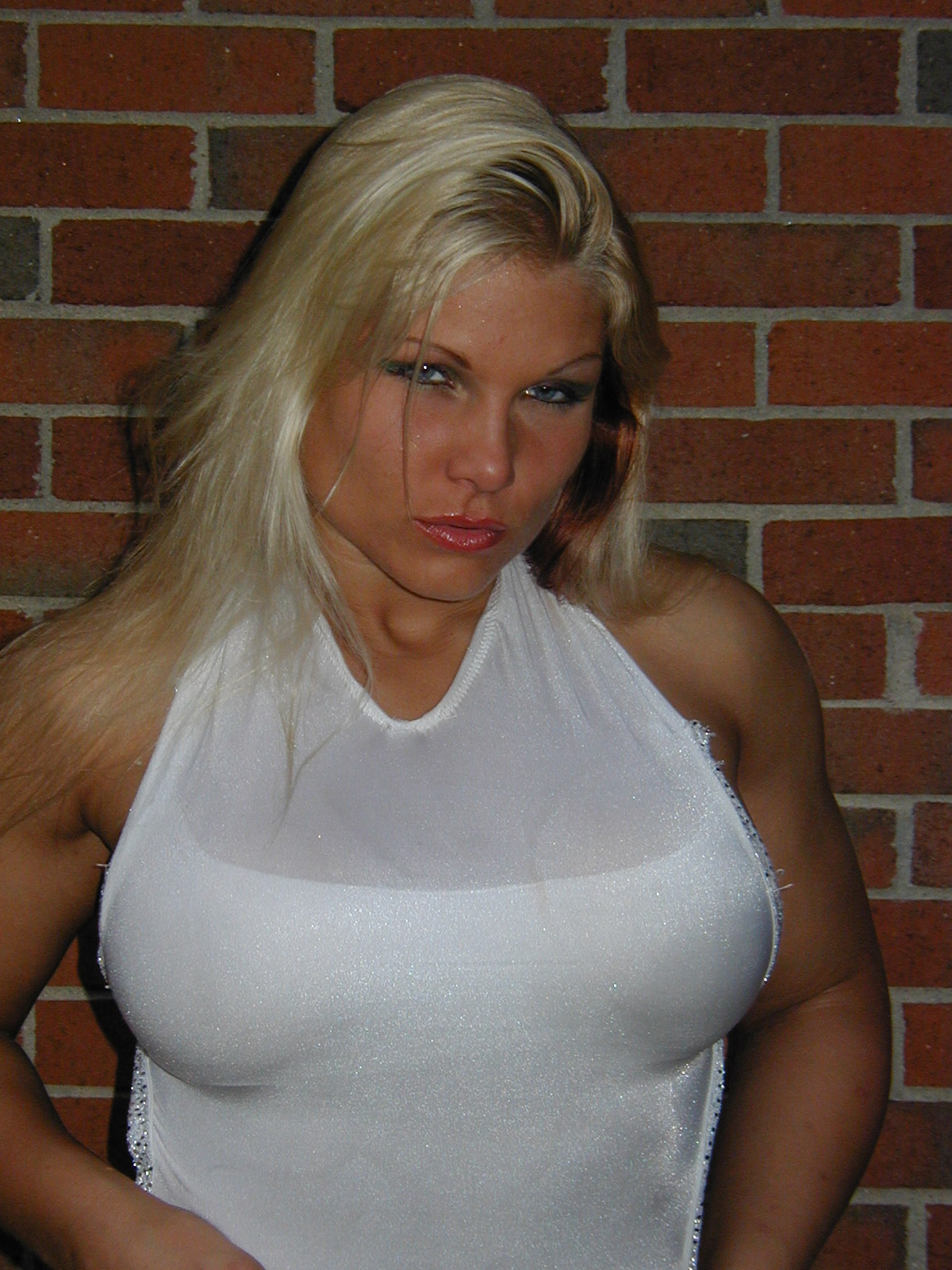
Phoenix en 2005, durante su tiempo en OVW.

Carolan debutó en la Ohio Valley Wrestling el 16 de julio de 2004, interpretando a la novia y limpiadora de Chris Masters, aunque la historia no duró mucho ya que fue reemplazada a la mánager de Aaron "The Idol" Stevens, comenzando a juntarse con Shelly Martínez. Beth dejó el grupo ya que comenzó una enemistad con Shelly a principios de 2006, por lo que Beth dejó de aparecer en la OVW para debutar en la WWE, con la marca RAW.

#### Aliada de Trish Stratus (2006)
Phoenix debutó el 8 de mayo de 2006 en RAW como face atacando a la entonces heel, Mickie James, durante un ataque de ésta a Trish Stratus que estaba lesionada. Trish presentó a Beth Phoenix como su nueva amiga y una antigua rival de James ya que ambas tuvieron varios encuentros cuando estaban en desarrollo en la OVW tras esto Phoenix actuó en defensa de Stratus, atacando a James semana tras semana. Hizo su debut en el ring en RAW el 29 de mayo en una lucha haciendo equipo con Torrie Wilson derrotando a Candice Michelle y a Victoria. El 5 de junio de 2006, Phoenix sufrió una fractura en su mandíbula durante un combate contra Victoria ganando esa lucha y quedando inactiva.

#### Regreso a Ohio Valley Wrestling (2006-2007)
Después de sufrir su lesión en el roster principal, Phoenix volvió a la acción en OVW el 16 de agosto de 2006, derrotando a Serena. Comenzó a competir regularmente por el Campeonato Femenino de OVW, retando sin éxito a la campeona ODB en un battle royal y un combate four-way match, que fue ganado por Serena. En las grabaciones del 4 de octubre de OVW television, Phoenix derrotó a Serena para ganar el Campeonato. El 20 de octubre, perdió el título ante Victoria Crawford en un gauntlet, pero lo volvió a ganar al día siguiente; sin embargo, el reinado de Crawford no fue oficialmente reconocido, y como resultado, tampoco el segundo de Phoenix. Esta última perdió oficialmente el Campeonato durante otro combate gauntlet que se llevó a cabo en las grabaciones de OVW television del 1 de noviembre, luego de que fuera eliminada por Katie Lea, quien se convertiría en ganadora de la contienda.
En el episodio del 6 de noviembre de OVW, Phoenix salió ostentando el Campeonato y afirmó que aún era la Campeona Femenina. Como resultado a esto, se pactó un combate de escaleras, donde la ganadora se convertiría en la Campeona Femenina indiscutible de OVW. Lea ganó la contienda y recibió el título en el primer programa de 2007. En el transcurso del mismo año, Phoenix continuó luchando en numerosos combates femeninos en OVW. Su última aparición en este territorio de desarrollo fue en las grabaciones del 15 de agosto, donde perdió ante Lea en una lucha de contendiente al título femenino.

#### The Glamazon (2007-2008)

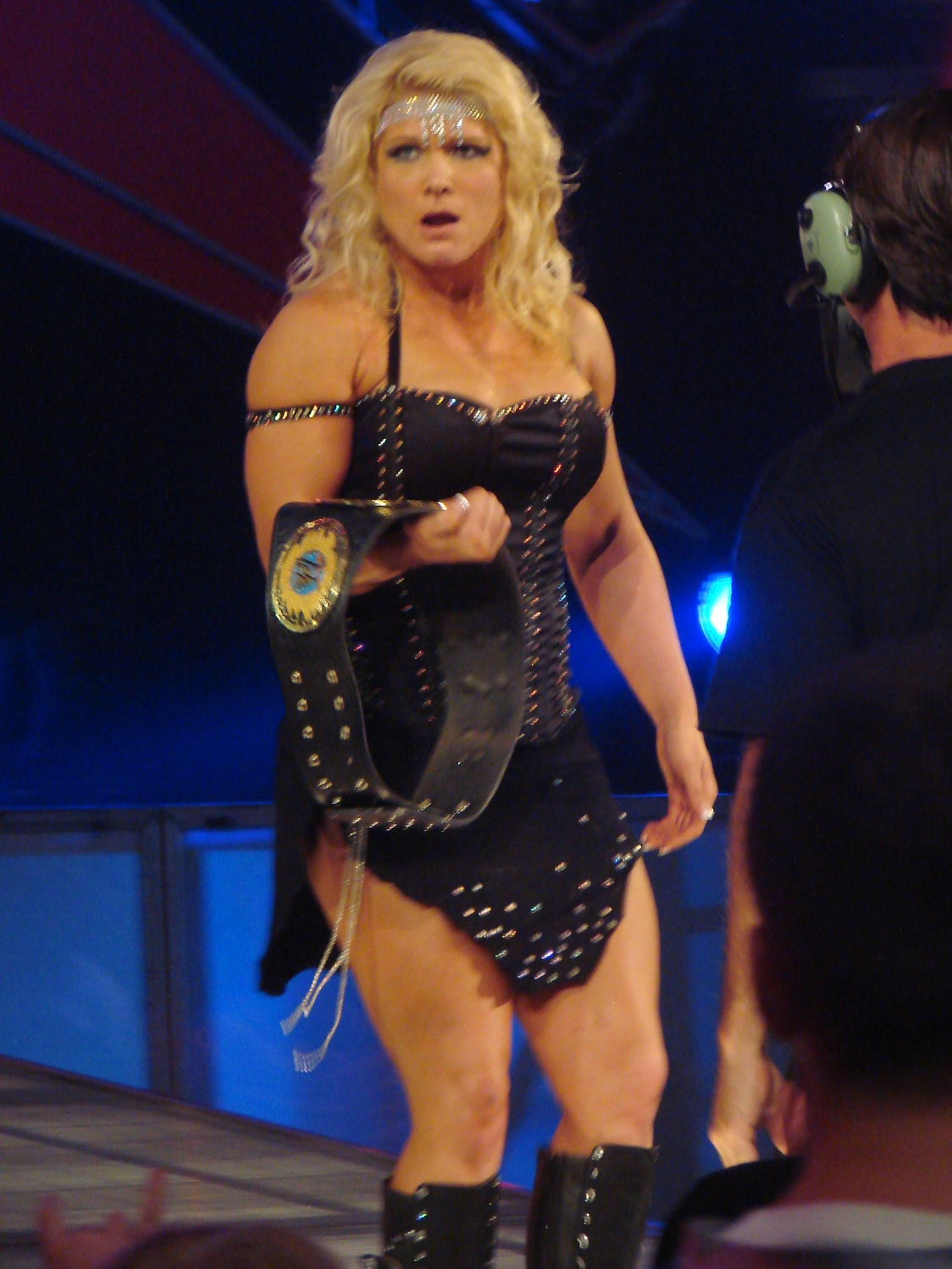
Kocianski después de ganar el Campeonato Femenino en 2007.

Phoenix regresó el 9 de julio de 2007 como heel de la mano de Melina y Jillian Hall, formando equipo con esta última para ser derrotadas por Candice Michelle y Mickie James. En SummerSlam ganó una oportunidad por el Campeonato Femenino, a raíz de esto fue impulsada como una Diva dominante, autoproclamándose como "La Glamazona" al atacar a James, Candice y Jillian el 10 de septiembre en Raw. A pesar de haber sido derrotada por la campeona Candice Michelle en Unforgiven, tuvo una segunda oportunidad por el campeonato en No Mercy donde salió victoriosa, convirtiéndose en Campeona Femenina. Tuvo su primera defensa exitosa el  22 de octubre en Raw, Phoenix derrotó a Candice en la primera lucha de "2 a 3 caídas" entre mujeres en WWE, durante el combate Beth golpeó por accidente el esquinero donde Candice estaba parada, provocándole una caída aparatosa, al caer, quedó noqueada brevemente y posteriormente se anunció que se había roto la clavícula de forma legítima, lo que pauso su ángulo.
En Survivor Series hizo equipo con Melina, Jillian Hall, Layla y Victoria enfrentándose a Mickie James, Maria, Torrie Wilson, Michelle McCool y Kelly Kelly, saliendo derrotadas. En Armageddon retuvo el título ante Mickie James, y el 31 de diciembre en Raw lo volvió a retener ante James y Melina.
Phoenix junto a su aliada de momento, Melina, derrotaron en  una lucha de leñadoras a Maria y Ashley en WrestleMania XXIV. El 14 de abril, Beth fue derrotada por Mickie James, perdiendo el Campeonato Femenino. Su revancha se celebró el 5 de mayo en una lucha de leñadoras, sin embargo no tuvo éxito después de que por accidente, Melina la golpeara con su bota en la cara. El 12 de mayo en Raw, Melina y Phoenix enfrentaron a Maria y James, durante la lucha Melina golpeó a Phoenix por accidente logrando lanzarla fuera del ring, Beth molesta dejó a Melina luchar sola, por lo que salió derrotada rápidamente. Más tarde esa noche, Melina y Beth pelearon en backstage, disolviendo su alianza. En WWE Judgment Day, Beth no tuvo éxito en recuperar el campeonato en la triple amenaza en la que también estaba envuelta Melina y James. En One Night Stand, Beth derrotó a Melina en el primer "I Quit" match entre mujeres en la historia de WWE. La siguiente noche en Raw, Phoenix formó equipo con Katie Lea Burchill derrotando a Melina y Mickie James, semanas después se atacaron mutuamente durante entradas o combates, sin embargo, el feudo se pauso brevemente después de que Melina se lesionara legítimamente durante un combate que involucró a Mickie, Natalya y Victoria.

#### Glamarella (2008-2009)

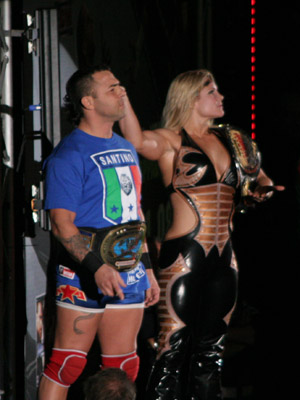
Kocianski junto a Marella en noviembre de 2008.

Después de un mes de ausencia en televisión, Phoenix regresó en el episodio del 14 de julio de Raw, donde derrotó a Santino Marella después de que él lanzara un desafío abierto a cualquier luchador de la WWE en el backstage. La historia continuó la semana siguiente después de que Marella perdiera ante D-Lo Brown. Phoenix se enfrentó a Marella después de su lucha,  donde brevemente forcejaron antes de besarse inesperadamente, a lo que ambos expresaron una considerable confusión.
Los dos se convirtieron en una pareja poderosa en pantalla, el emparejamiento más tarde se hizo conocido por el acrónimo  Glamarella. Dentro del equipo, ella actuó como una especie de "mujer ruda", regañando a Marella o reaccionando con incredulidad a sus travesuras exageradas y vergonzosas. En SummerSlam, derrotaron a Kofi Kingston y Mickie James en un combate por equipos mixto, Phoenix cubrió a James, ganando el Campeonato Femenino, mientras que Marella ganó el Campeonato Intercontinental que pertenecía a Kingston. Días después derrotó a Mickie James en la revancha por el título. Poco después iniciaría una rivalidad con Candice Michelle, quien había regresado después de una lesión en 2007, Phoenix defendió con éxito el campeonato ante Michelle en No Mercy.
En Survivor Series el Team Raw (Mickie James, Kelly Kelly, Candice Michelle y Jillian Hall) quien fue comandado por Phoenix, derrotó al Team SmackDown (Michelle McCool, Maria, Victoria, Natalya y Maryse), quedando como la única superviviente.
El 8 de diciembre de 2008, Phoenix recibió el Slammy Award a Diva del Año. Phoenix comenzó un feudo con Melina, quien había regresado de una lesión en noviembre. Esta historia incluyó el debut de Rosa Mendes, quien fue presentada como la "superfan" de Beth.
En Royal Rumble Phoenix perdió el Campeonato Femenino ante Melina y sus posteriores revanchas, en donde siempre estaba acompañada por Santino Marella y Rosa Mendes. En WrestleMania XXV, Phoenix compitió en la batalla real de 25 Divas "Miss WrestleMania"; a pesar de tener 12 eliminaciones, más que cualquier otra participante, perdió cuando Santino, quien compitió en drag, alegando ser su hermana gemela "Santina", la eliminó. Después de WrestleMania, Glamarella se separó, ya que Phoenix no estaba contenta con que Santino pretendiera ser "Santina". Phoenix tuvo una breve rivalidad con "Santina" desafiandolo por el título de "Miss WrestleMania" en Backlash, pero no tuvo éxito. El 7 de junio en el dark-match de Extreme Rules hizo equipo con Rosa Mendes siendo derrotadas por Mickie James y Kelly Kelly.  

#### Feudo con LayCool (2009-2011)
Luego de un breve descanso, Phoenix regresó en el episodio del 27 de julio de Raw, haciendo equipo con Alicia Fox y Rosa Mendes perdiendo ante Mickie James, Gail Kim y Kelly Kelly. En SummerSlam ganó un battle royal tras eliminar a Eve Torres y Kelly Kelly. Phoenix tuvo su primera oportunidad por el Campeonato de Divas, saliendo derrotada por la entonces campeona, Mickie James, en el episodio del 31 de agosto de Raw, después de ganar la batalla real de un contendiente número uno esa misma noche.
El 12 de octubre, Phoenix fue transferida de Raw a SmackDown. Hizo su debut el 30 de octubre derrotando a Jenny Brooks, un talento local). En Bragging Rights, Phoenix, Michelle McCool y Natalya quienes representaban a SmackDown, derrotaron a  Melina, Gail Kim y Kelly Kelly, quienes representaban a Raw. En Survivor Series, Phoenix y su equipo fueron derrotadas por el Team Mickie (Mickie, James, Melina, Eve Torres, Kelly Kelly y Gail Kim). El 4 de diciembre se enfrentó a Natalya y Mickie James por una oportunidad por el Campeonato Femenino, pero no logró ganar.
A principios de 2010, Beth ayudó a LayCool en el feudo que tenían con Mickie James, atacandola a su favor en varias ocasiones. En Royal Rumble, entró como la #6, convirtiéndose con esto en la segunda mujer que participó en una Rumble masculina, logrando eliminar a The Great Khali. Después de recibir una oportunidad titular gracias a la consultante, Vickie Guerrero, Beth cambió a face el 19 de marzo después de salvar a Tiffany del ataque Guerrero y LayCool. En WrestleMania XXVI hizo equipo con Mickie James, Gail Kim, Eve Torres y Kelly Kelly siendo derrotadas por LayCool, Vickie Guerrero, Maryse y Alicia Fox, aunque su equipo ganó la revancha la noche siguiente en Raw. En el episodio del 23 de abril de Smackdown, Phoenix se unió a Mickie James para enfrentar a LayCool, después de salir derrotadas, estas últimas atacaron a Phoenix pintando su cara y cuerpo con lápiz labial mientras estaba inconsciente. Esto resultó en que Phoenix recibiera un combate por el Campeonato Femenino contra McCool en Extreme Rules, derrotandola en el primer "Extreme Makeover Match" femenino en WWE, siendo este fue su tercer reinado con el Campeonato Femenino. 
En el episodio del 6 de mayo de Superstars, Phoenix rompió su ligamento anterior cruzado durante su lucha contra Rosa Mendes, y como resultado, una semana más tarde en SmackDown, McCool invocó su cláusula de revancha para enfrentar a Phoenix en un combate en desventaja de dos contra una junto a Layla, esta última cubrió a Phoenix para convertirse en la nueva Campeona Femenina. Hizo su regreso en Survivor Series, atacando a las ex-campeonas Michelle y Layla, después de perder el Campeonato de Divas ante Natalya. Phoenix y Natalya se aliaron y derrotaron a LayCool en TLC: Tables, Ladders and Chairs en la primera lucha de mesas entre mujeres en la historia de la WWE, dando fin a su rivalidad.

#### Campeona de Divas y salida (2011-2012)
El 26 de abril del 2011, en el Draft Suplementario fue traspasada de SmackDown a Raw. El 1 de agosto en Raw, se convirtió en la retadora por el Campeonato de Divas en SummerSlam después de ganar una batalla real, al finalizar cambió a heel atacando a la campeona, Kelly Kelly, alegando estar harta de las campeonas con aspecto de muñeca Barbie. Esa misma semana, Natalya cambió a heel atacando a AJ Lee en SmackDown al estar de acuerdo con la visión de Phoenix, formando así Divas of Doom. Beth y Natalya empezarían un feudo con Kelly, Eve Torres y Alicia Fox en Raw y otro con The Chickbusters (AJ Lee y Kaitlyn) en SmackDown. Phoenix saldría derrotada en luchas titulares tanto en SummerSlam como en Night of Champions por Kelly Kelly. Finalmente en Hell in a Cell, Beth derrotó a Kelly ganando por primera y única ocasión el Campeonato de Divas. Tras esto, Phoenix seguiría el feudo con el trío de Kelly Kelly, Eve y Alicia Fox, pero esta vez enfocado en Eve, a quien derrotó en Vengeance. En Survivor Series volvió a retener el título ante Eve Torres después de aplicarle un Glam Slam desde la tercera cuerda. En TLC retuvo el título esta vez ante Kelly Kelly. El 19 de diciembre en Raw, fue derrotada por Alicia Fox, en ese mismo combate Phoenix fue lesionada después de una mala ejecución de esta última por lo que el ángulo que tenía con las tres fue cancelado.

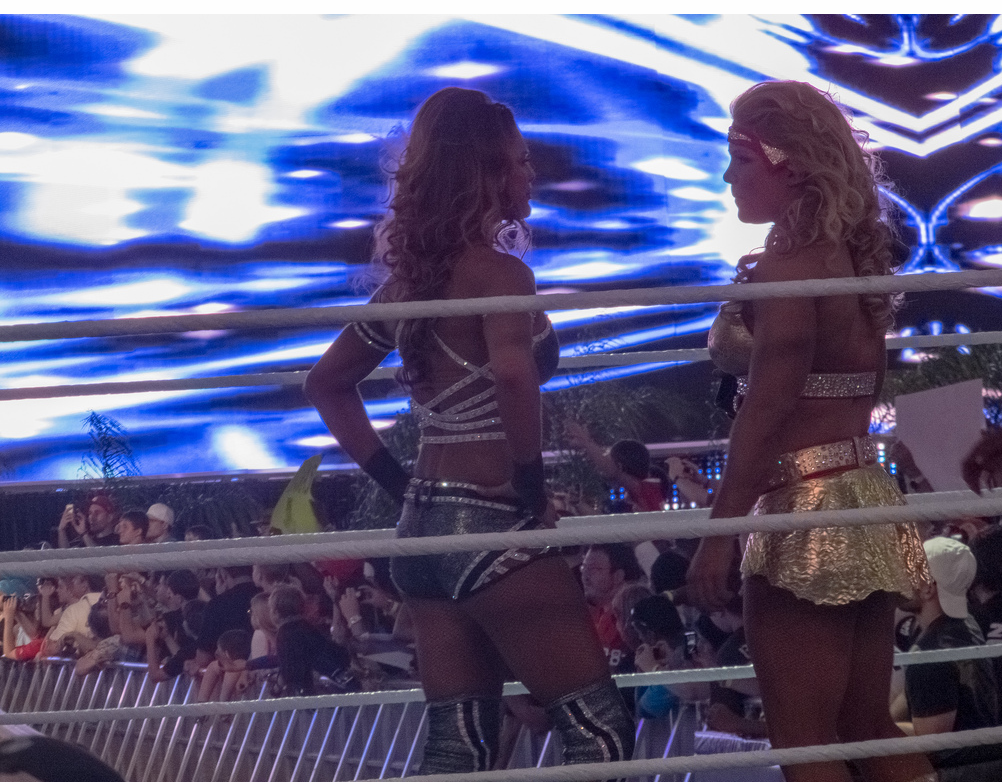
Phoenix (derecha) junto a Eve en WrestleMania 28.

Tras su período de inactividad por lesión, hizo su regreso el 26 de enero en Superstars derrotando a Brie Bella. En Royal Rumble derrotó junto a The Bella Twins y Natalya  a Kelly Kelly, Eve Torres, Alicia Fox y Tamina en una lucha por equipos. El 30 de enero en Raw retuvo el título ante Eve derrotandola en tan sólo 30 segundos. Tras esto, comenzó una rivalidad con Tamina, teniendo varias confrontaciones en SmackDown. Ambas se enfrentaron en Elimination Chamber, donde Phoenix retuvo exitosamente el título. El 16 de marzo Kelly Kelly fue entrevistada por Maria Menounos en el programa Extra, sin embargo, dicha entrevista fue interrumpida por Eve Torres y Phoenix quienes comenzaron a insultarlas, por lo que fueron sacadas por la seguridad del programa. Tras esto Phoenix retó a Kelly & Menounos a una lucha por equipos en Wrestlemania XXVIII. En dicho evento salió derrotada junto con Eve por Kelly Kelly & Maria Menounos, después de que esta última cubriera a Phoenix El 6 de abril en SmackDown, fue derrotada por Nikki Bella gracias a la interferencia de Kelly Kelly. El 23 de abril en Raw, Phoenix perdió el Campeonato de las Divas ante Nikki Bella en una lucha de leñadoras. Posteriormente se sabría que Beth salió lesionada durante la lucha (kayfabe), por lo que su cláusula de revancha no sería efectiva y sería sostituida por una retadora "secreta". Poco después, empezaría una rivalidad con la nueva campeona, Layla. En Over the Limit y No Way Out se enfrentó a Layla en luchas titulares, pero salió derrotada. En Money in the Bank fue derrotada junto a Eve Torres y Natalya por Layla, Kaitlyn y Tamina.
Posterior a este ángulo tuvo algunas luchas sin mayor impacto, saliendo derrotada en la mayoría. El 28 de septiembre en Smackdown, derrotó a Natalya y tras el combate fue suspendida por Eve Torres, quien la acusó de ser quien atacó a Kaitlyn en WWE Night of Champions, la suspensión fue revocada por el GM de SmackDown, Booker T, pero la llevó a enfrentar a Eve en Raw donde salió derrotada .
Finalmente el 29 de octubre en Raw, fue derrotada por AJ Lee, después del combate la atacó y la lucha fue reiniciada por orden de Vickie Guerrero, ganando en esta ocasión. Después del combate, Guerrero despidió a Phoenix por su pobre desempeño (kayfabe). En realidad, Phoenix le había avisado a WWE en septiembre que había decidido dejar la compañía. Después de su partida, declaró que quería centrarse en su familia, pero más tarde, reveló que había estado «realmente frustrada con el lugar en el que se encontraban las mujeres desde el punto de vista de la empresa.

#### WWE Hall of Famer y comentarista ocasional (2017-2019)
El 27 de febrero de 2017 se anunció que será inducida en el WWE Hall of Fame, y será presentada en WrestleMania 33. El 31 de marzo después de ser inducida por Natalya, reveló aspectos secretos de su vida personal, agradeció a su entrenador, a todas sus excompañeras de lucha, a su familia y a todas las mujeres que están bajo contrato en WWE, por mantener viva la luz de la división femenina, felicitándolas por haber tenido un futuro más brillante a comparación de generaciones pasadas .
El 2 de enero de 2018, WWE  anunció que Phoenix sería parte de la mesa de comentarios del WWE Mixed Match Challenge junto a Michael Cole y Corey Graves. El 28 de enero en Royal Rumble, participó en la primera Rumble femenina, entrando como la #24, a pesar de haber sido eliminada por Natalya, Beth se convirtió en el primer talento en participar tanto en el Rumble masculino como en el femenino. En WrestleMania 34 apareció junto a Paige como comentaristas especiales del WrestleMania Women's Battle Royal. Meses más tarde, volvió a ejercer de comentarista en la segunda edición del Mae Young Classic y en el primer PPV femenino, WWE Evolution.

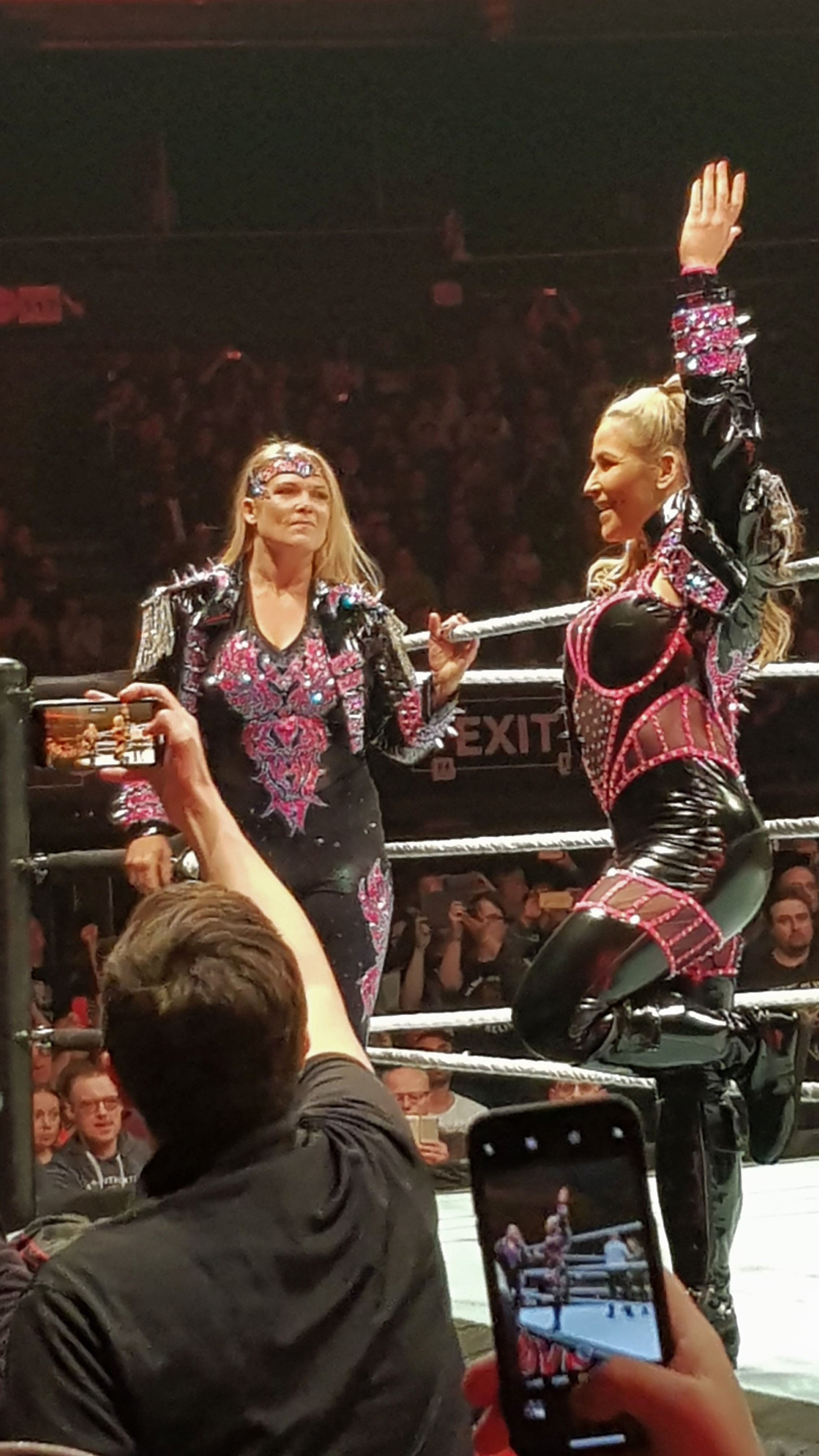
The Divas of Doom en mayo de 2019.

El 10 de marzo de 2019, en Fastlane, junto a Natalya fueron atacadas por Nia Jax y Tamina, lo que dio pie a un ángulo entre las cuatro. Durante las siguientes semanas ambos equipos tuvieron varias confrontaciones, hasta que finalmente Phoenix anunció su salida del retiro para tener un combate por los Campeonatos Femeninos en parejas en WrestleMania. El 1 de abril en Raw, tuvo su primer lucha después de siete años en dicho programa, haciendo equipo con Natalya, Bayley y Sasha Banks derrotando a Nia Jax, Tamina y The IIconics (Billie Kay y Peyton Royce). En WrestleMania 35, como parte de Divas of Doom enfrentó a Nia Jax & Tamina, Boss N' Hugg Connection  y The IIconics por los campeonatos, sin embargo, no logró ganar. Durante la gira europea del 8 al 12 de mayo, hizo equipo con Natalya enfrentando y derrotando múltiples veces al Riott Squad (Ruby Riott, Sarah Logan y Liv Morgan).

#### Comentarista de tiempo completo en NXT (2019-2021)
El 26 de septiembre, se confirmó que sería la nueva comentarista de NXT junto a Mauro Ranallo y Nigel McGuiness.
En Royal Rumble participó en la Rumble femenina, entrando como la #19, pero fue eliminada por Shayna Baszler, durante la lucha Phoenix resultó herida después de un mal golpe contra uno de los postes del cuadrilátero. El 2 de marzo, apareció en Raw para dar una actualización sobre el estado de salud su esposo Edge, pero fue interrumpida por Randy Orton, quien posteriormente la atacó con un RKO. Posterior a este ángulo, Phoenix empezó a ejercer de comentarista para la marca amarilla, NXT. 
El 14 de septiembre en NXT ejerció como la ministra ordenada en la boda de Indi Hartwell y Dexter Lumis. Phoenix anunció que dejaría el puesto de comentarista de NXT el 4 de diciembre para pasar más tiempo con su familia.

#### Apariciones esporádicas (2022-2024)
El 1 de enero de 2022 en Day 1, apareció durante la lucha de Edge y The Miz, defendiendo a su marido de las interferencias de Maryse. Tras esto, se pactó una lucha de relevos mixtos entre ambas parejas para Royal Rumble en donde Phoenix y Edge obtuvieron la victoria ante Maryse y The Miz. 
En el episodio del 22 de agosto de Raw, Phoenix volvió para presenciar el combate de Edge contra Damian Priest. Después de la lucha, The Judgment Day (Priest, Finn Bálor y Rhea Ripley) atacaron a Edge, pero Phoenix intervino para detener el ataque. En Extreme Rules, interfirió en la lucha "I Quit" de Edge contra Bálor, en donde Edge finalmente perdió. Después del combate, Ripley atacó a Phoenix con una silla, hiriéndola gravemente.
Phoenix hizo su regreso el 28 de enero de 2023 en Royal Rumble atacando a Rhea Ripley en defensa de Edge, quien estaba compitiendo en el Royal Rumble match masculino. Aparecería en el siguiente Raw para hacer lo mismo cuando The Judgment Day intentó interferir en el combate de Bálor contra Cody Rhodes. En el episodio del 6 de febrero, Phoenix y Edge desafiaron a Ripley y Bálor a una lucha por equipos mixtos a llevarse a cabo en Elimination Chamber. El 18 de febrero en Elimination Chamber, ganaron el combate tras un Big Rig de Edge sobre Bálor.

## Otros medios
Kocianski apareció junto a Candice Michelle y Layla en la revista Flex en la edición de febrero en el 2009. También ha hecho apariciones en algunas entregas de videojuegos de WWE en las que se encuentran :
| Año  | Juego                     |
| ---- | ------------------------- |
| 2008 | WWE SmackDown vs Raw 2009 |
| 2009 | WWE SmackDown vs Raw 2010 |
| 2010 | WWE SmackDown vs Raw 2011 |
| 2011 | WWE '12                   |
| 2012 | WWE '13                   |
| 2017 | WWE SuperCard             |
| 2018 | WWE 2K19                  |
| 2019 | WWE 2K20 y WWE Universe   |
| 2023 | WWE 2K23                  |

## Vida personal
Estuvo casada con Joey Carolan por 9 años hasta su divorcio en 2010. Está casada con Edge, con quien tiene dos hijas.

## Campeonatos y logros

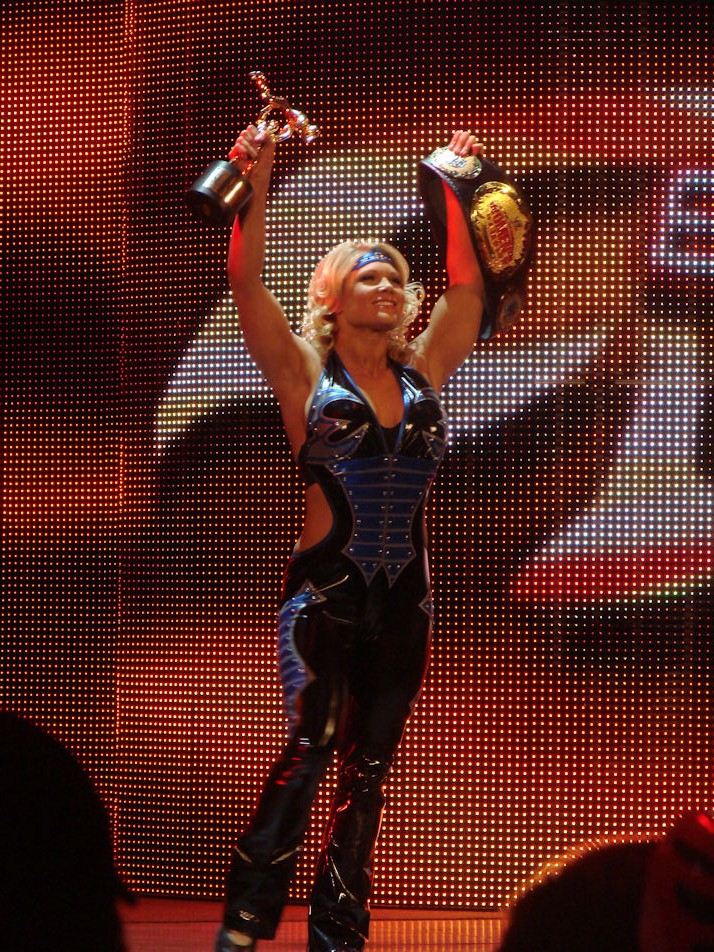
Beth Phoenix con el Campeonato Femenino de la WWE y el Slammy Award a mejor Diva del año.

### Lucha libre amateur
- North-East Wrestling
  - Women's Champion (72 kg) (1999)

- New York State Fair
  - Women's Champion (72 kg) (1999)

### Lucha libre profesional
- Far North Wrestling
  - FNW Cruiserweight Championship (1 vez)
- George Tragos / Lou Thesz International Wrestling Institute
  - Frank Gotch Award (2015)
- GLORY Wrestling
  - GLORY Championship (1 vez)[4]

- Ohio Valley Wrestling
  - OVW Women's Championship (1 vez)[8]

- World Wrestling Entertainment
  - WWE Women's Championship (3 veces)
  - WWE Divas Championship (1 vez)
  - 2 Slammy Award por "Diva of the Year" - 2008 y 2011 (este último junto a Natalya).
  - WWE Hall of Fame (Clase de 2017)

- Pro Wrestling Illustrated
  - Situada en el N.º 2 en el PWI Female 50 en 2008.[76]
  - Situada en el N.º 7 en el PWI Female 50 en 2009[77]
  - Situada en el N.º 7 en el PWI Female 50 en 2010.[78]
  - Situada en el N.º 7 en el PWI Female 50 en 2011.[79]
  - Situada en el N.º 2 en el PWI Female 50 en 2012.[79]